# ロブ・コーエン
ロブ・コーエン（Rob Cohen、1949年3月12日 - ）は、アメリカ合衆国の映画監督、製作者、脚本家。

## 略歴
ニューヨーク州コーンウォール生まれのコーエンはハーバード大学を卒業。製作者として『イーストウィックの魔女たち』や『ゾンビ伝説』『バトルランナー』といった多くの有名な映画の製作に携わっている。

### 私生活
子供は4人おり、前妻との子であるカイル（家族のもともとの苗字であるCashulinより命名）と、2008年に生まれたジャシー（コーエンが訪れたインドネシアの島の名からとられた）、ゾー、ショーンの三つ子がいる。

### その他
影響を受けた作家に、アニメーション監督の梅津泰臣を挙げている。

## 監督作品

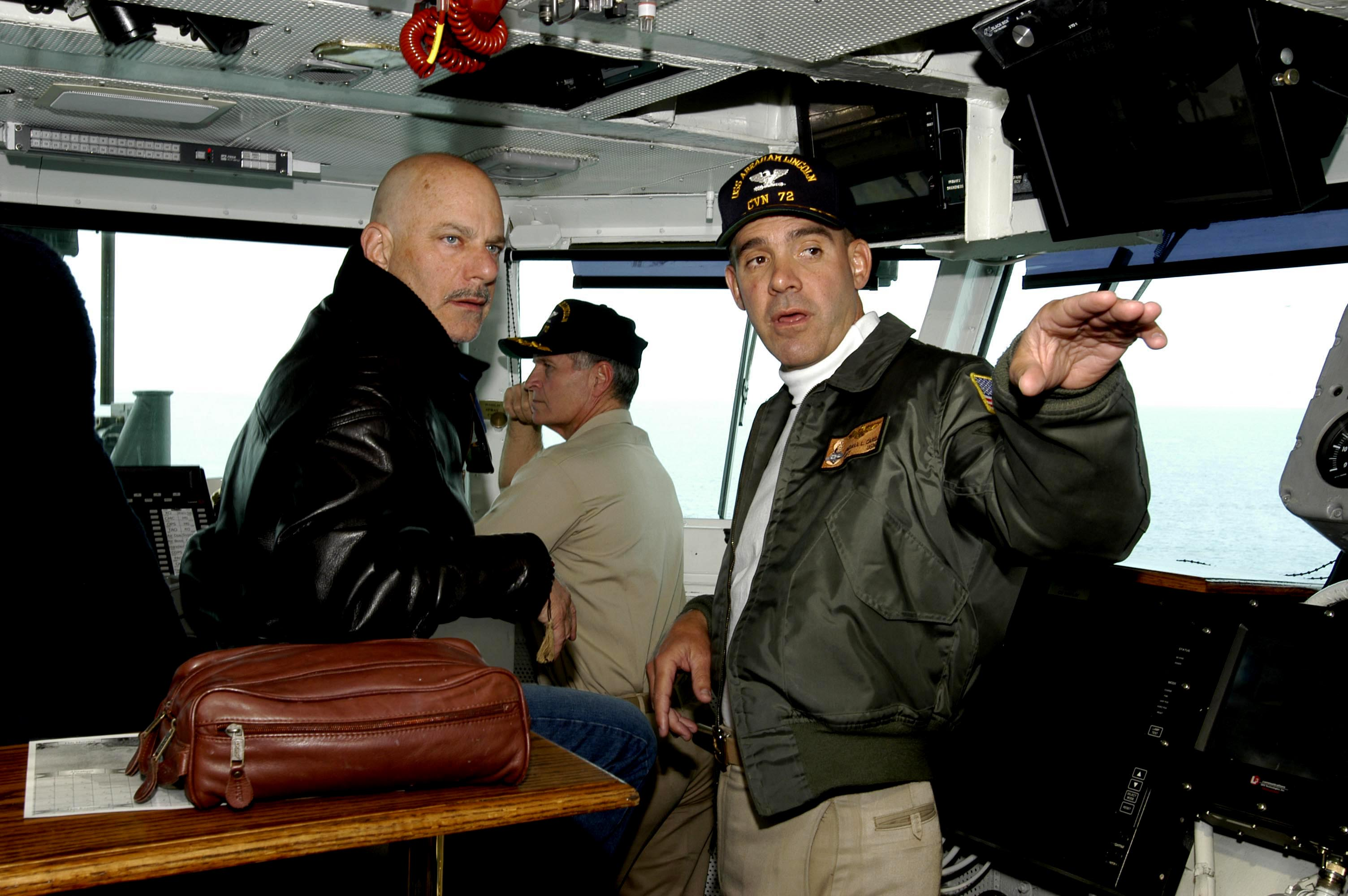
ロブ・コーエン（左）、空母エイブラハム・リンカーン艦内にて（2004年）

- ワイルド・ストーム The Hurricane Heist（2018）
- ジェニファー・ロペス 戦慄の誘惑 The Boy Next Door (2015)
- バーニング・クロス Alex Cross (2012)
- ハムナプトラ3 呪われた皇帝の秘宝 The Mummy: Tomb of the Dragon Emperor (2008)
- ステルス Stealth (2005)
- "Feuer frei!"'（ラムシュタインのミュージックビデオ） (2002)
- トリプルX xXx (2002)
- ワイルド・スピード The Fast and the Furious (2001)
- ザ・スカルズ/髑髏の誓い The Skulls (2000)
- ラット・パック/シナトラとJFK The Rat Pack (1998) (TV)
- 堕ちた弁護士 -ニック・フォーリン- The Guardian (1997) (TV)
- デイライト Daylight (1996)
- ドラゴンハート Dragonheart (1996)
- ドラゴン/ブルース・リー物語 Dragon: The Bruce Lee Story (1993)
- 敵対者たち The Antagonists (1991) (TV)
- thirtysomething (1987) (TV)
- Hooperman (1987) (TV)
- 特捜刑事マイアミヴァイス Miami Vice (1984) (TV -第1シーズン18話『爆発コンビ大奮戦!おもしろ刑事危機一髪 』（原題： "Made for Each Other"）、第2シーズン12話 『真夏のセクシーレディ!灼けた肌にひそむ魔性の罠!! 』（原題："Definitely Miami"）)
- Scandalous (1984) (TV)
- A Small Circle of Friends (1980)

## 製作参加作品
- トリプルX ネクスト・レベル XXX: State of the Union (2005) (製作総指揮)
- The Last Ride (2005) (TV) (製作総指揮・脚本)
- バニシング・サン4/愛憎の行方 Vanishing Son IV (1994) (TV) (製作総指揮)
- バニシング・サン3/野望の果て Vanishing Son III (1994) (TV) (製作総指揮)
- バニシング・サン2/運命の兄弟 Vanishing Son II (1994) (TV) (製作総指揮)
- バニシング・サン/自由の大地 Vanishing Son (1994) (TV) (製作総指揮)
- ナイトライダー2010 Knight Rider 2010 (1994) (TV) (製作総指揮)
- Relentless: Mind of a Killer (TV) (1993) (製作総指揮)
- ハード・ウェイ The Hard Way (1991) (プロデュース)
- バード・オン・ワイヤー Bird on a Wire (1990) (プロデュース)
- 計画性の無い犯罪 Disorganized Crime (1989) (製作総指揮)
- ゾンビ伝説 The Serpent and the Rainbow (1988) (製作総指揮)
- 黄昏に燃えて Ironweed (1987) (製作総指揮)
- バトルランナー The Running Man (1987) (製作総指揮)
- ドラキュリアン The Monster Squad (1987) (製作総指揮)
- イーストウィックの魔女たち The Witches of Eastwick (1987) (製作総指揮)
- 愛と栄光への日々 Light of Day (1987) (製作)
- ビリージーンの伝説 The Legend of Billie Jean (1985) (製作)
- 剃刀の刃 The Razor's Edge (1984) (製作総指揮)
- Amateur Night at the Dixie Bar and Grill (1979) (TV) (製作総指揮)
- ウィズ The Wiz (1978) (製作)
- ハイスクール Almost Summer (1978) (製作)
- イッツ・フライデー Thank God It's Friday (1978) (製作)
- Scott Joplin (1977) (製作総指揮)
- The Bingo Long Traveling All-Stars & Motor Kings (1976) (製作)
- マホガニー Mahogany (1975) (製作)